# Polyptychus andosa
Coryndon's Polyptychus (Polyptychus andosa) là một loài bướm đêm thuộc họ Sphingidae. Nó được tìm thấy ở miền đông và miền tây Châu Phi.
Chiều dài cánh trước là 26–29 mm đối với con đực và khoảng 30 mm đối với con cái. Cánh trước và thân của con cái màu nâu vàng với các vệt không riêng biệt.
Ấu trùng ăn các loài Morus và Parinare.

## Phụ loài
- Polyptychus andosa andosa (Forests from Sierra Leone to Nigeria)
- Polyptychus andosa tiro Kernbach, 1957 (Forests from the Congo to Uganda)
- Polyptychus andosa amaniensis Carcasson, 1968 (Tanzania)

## Hình ảnh

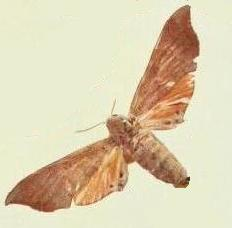